# Старый Письмирь
Старый Письмирь — село в Мелекесском районе Ульяновской области, входит в состав Старосахчинского сельского поселения (бывшего Ставропольского уезда Самарской губернии).

## География
Расположено в северо-восточной части района, на левом берегу реки Письмирь. В 30 км на северо-восток от города Димитровград, 10 км на юг от села Старая Сахча. В юго-западной части села есть небольшое водохранилище. В летний период количество жителей больше чем в зимний.

## Название
Название «Письмирь» происходит от старорусской фразы «Без меры».

## История
Основано предположительно в конце XVII века.
В отличие от большинства деревень, в Письмире были государственные крестьяне, а не крепостные, что стало существенным преимуществом в развитии села. Это различие по льготам в налогах защищало от произвола местных богачей. Деревня развивалась за счёт ремёсел: производство древесного угля, производство мёда на пасеках, рукоделие, рыболовство, кузнечное дело и т. д.
До 1775 года рядом находилось село Новый Письмирь, основанное выходцами из Старой Письмири, которое за участие в пугачевском бунте было сожжено.
В 1780 году, при создании Симбирского наместничества, деревня Писмер, при речке Писмерке, крещеных чуваш, вошла в состав Ставропольского уезда.
С 1796 года — в Симбирской губернии.
Громким общественным делом стала продажа крупного участка земли, администрацией района — собственнику, в 2010 году. Дело получило общественный резонанс, так как в собственности оказалась часть реки и водохранилища. Впоследствии районный суд признал сделку незаконной.

## Население
| Год  | Численность | Численность |
| ---- | ----------- | ----------- |
| 1859 | 235         | [ 3 ]       |
| 1889 | 359         | [ 4 ]       |
| 1897 | 794         | [ 5 ]       |
| 1910 | 479         | [ 6 ]       |
| 2010 | 63          | [ 7 ]       |

## Достопримечательности
ПАМЯТНИКИ АРХЕОЛОГИИ:
- Курганная группа «Старый Письмирь» (8 насыпей) 2-я пол. II тыс. до н. э.(?) - 4 км к юго-зап. от с. Старый Письмирь[8]

## Улицы
Основные улицы — Лесная, Центральная, Новая
ул. 3 Интернационала, В. Костина пер., ул. Комсомольская, ул. Кооперативная, ул. Лесная, ул. Луговая, ул. Молодежная, ул. Набережная, ул. Новая, ул. Пролетарская, ул. С. Ахметчина, ул. Садовая, ул. Советская, ул. Центральная, ул. Черемшанская.